# All Wrapped Up
All Wrapped Up é um álbum festivo de artistas da Hollywood Records cantando outras versões de temas de Natal. Foi lançado em 4 de novembro, 2008, nos Estados Unidos, vendendo exclusivamente nas lojas Target.

## Alinhamento de faixas
| N.º            | Título                                    | Artista de gravação | Duração |  |
| 1.             | "Joyful Kings"                            | Jonas Brothers      | 3:11    |  |
| 2.             | "Santa Claus is Comin’ To Town"           | Miley Cyrus         | 2:27    |  |
| 3.             | "Christmas Won’t Be The Same Without You" | Plain White T's     | 2:34    |  |
| 4.             | "Celebrate Love"                          | Jordan Pruitt       | 4:01    |  |
| 5.             | "Greatest Time of Year"                   | Aly & AJ            | 3:13    |  |
| 6.             | "Bring Me Love"                           | Marié Digby         | 3:29    |  |
| 7.             | "Wonderful Christmas Time"                | Demi Lovato         | 2:35    |  |
| Duração total: | Duração total:                            | Duração total:      | 20:52   |  |

## Desempenho nas tabelas musicais
All Wrapped Up o álbum estreou em #53 no Billboard 200. Na semana seguinte subiu à posição #24.

### Posições
| Tabela musical      | Posição | Vendas  |
| ------------------- | ------- | ------- |
| E.U.A. Bilboard 200 | 10      | 40,000+ |